# Labret
Le labret (du latin labrum, lèvre) est une ornementation portée sur la lèvre inférieure ou supérieure. Il peut être formé d'une cheville ou d'un disque en matière variée (pierre, bois, os, ivoire, argile, etc.) élargissant la taille de la lèvre, en la perçant ou non.  

## Formes
Le labret prend plusieurs formes : 
- La forme cheville peut se porter verticalement ou horizontalement

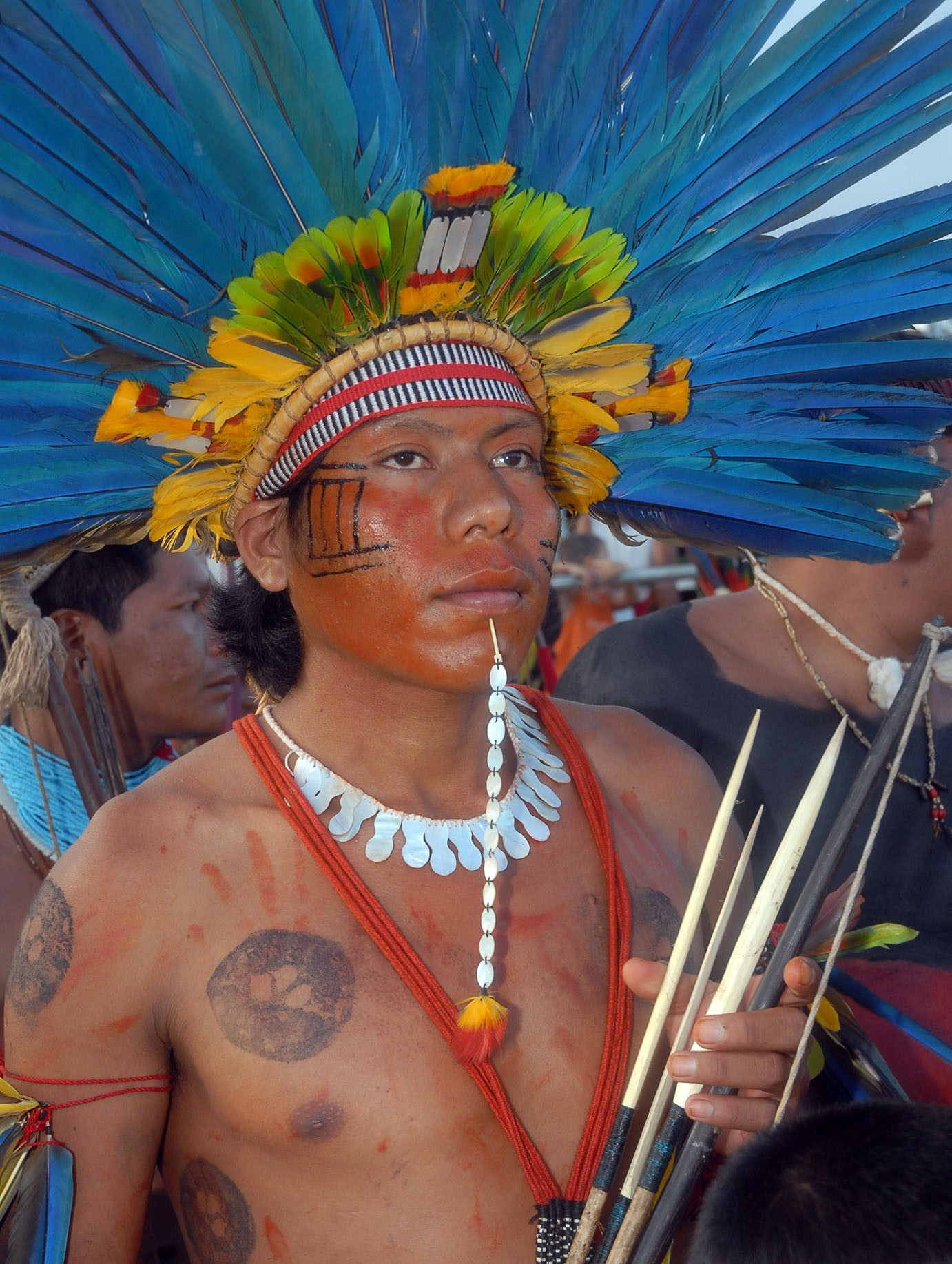
Brésil - Culture bororo boe.
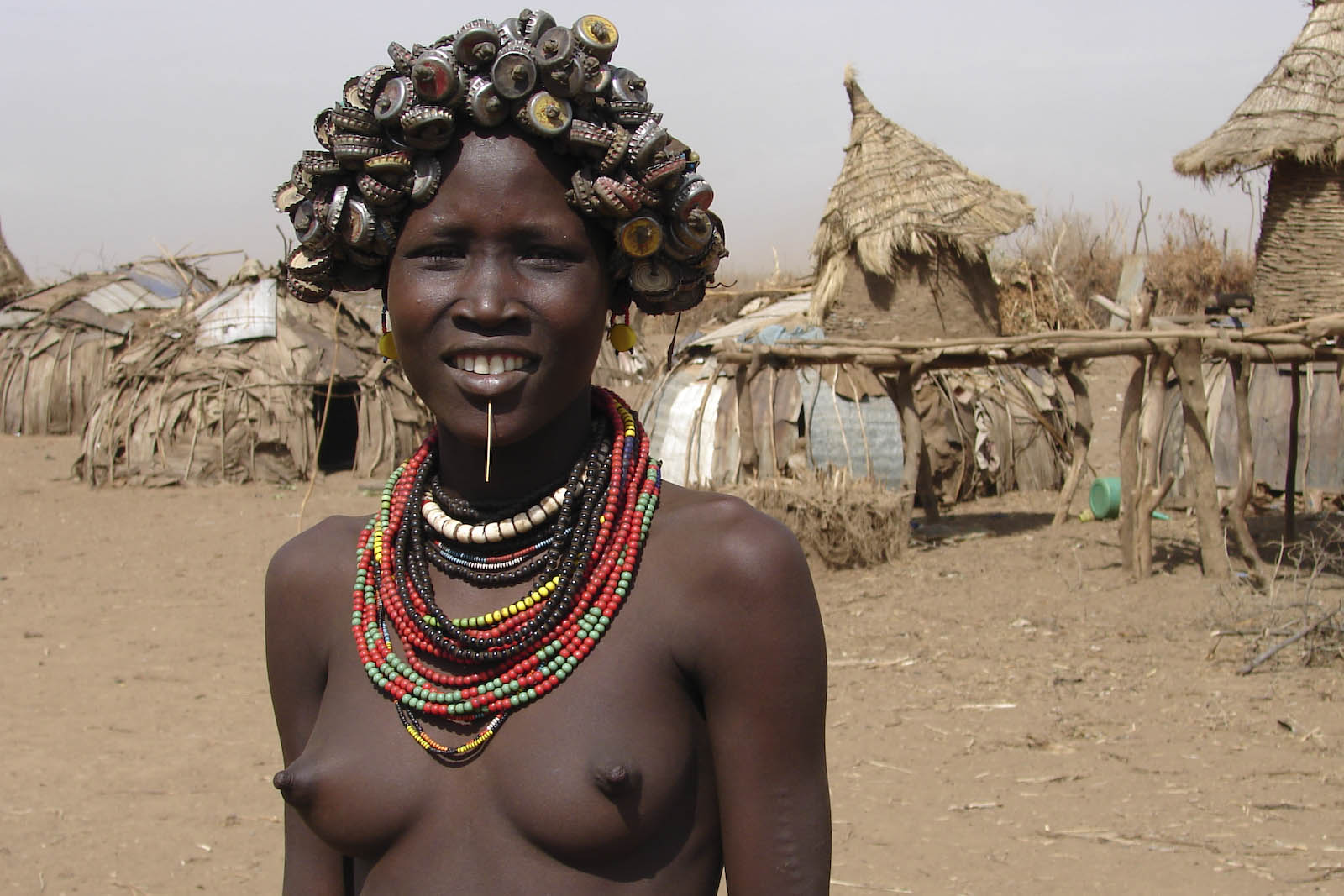
Éthiopie - Culture dassanech.
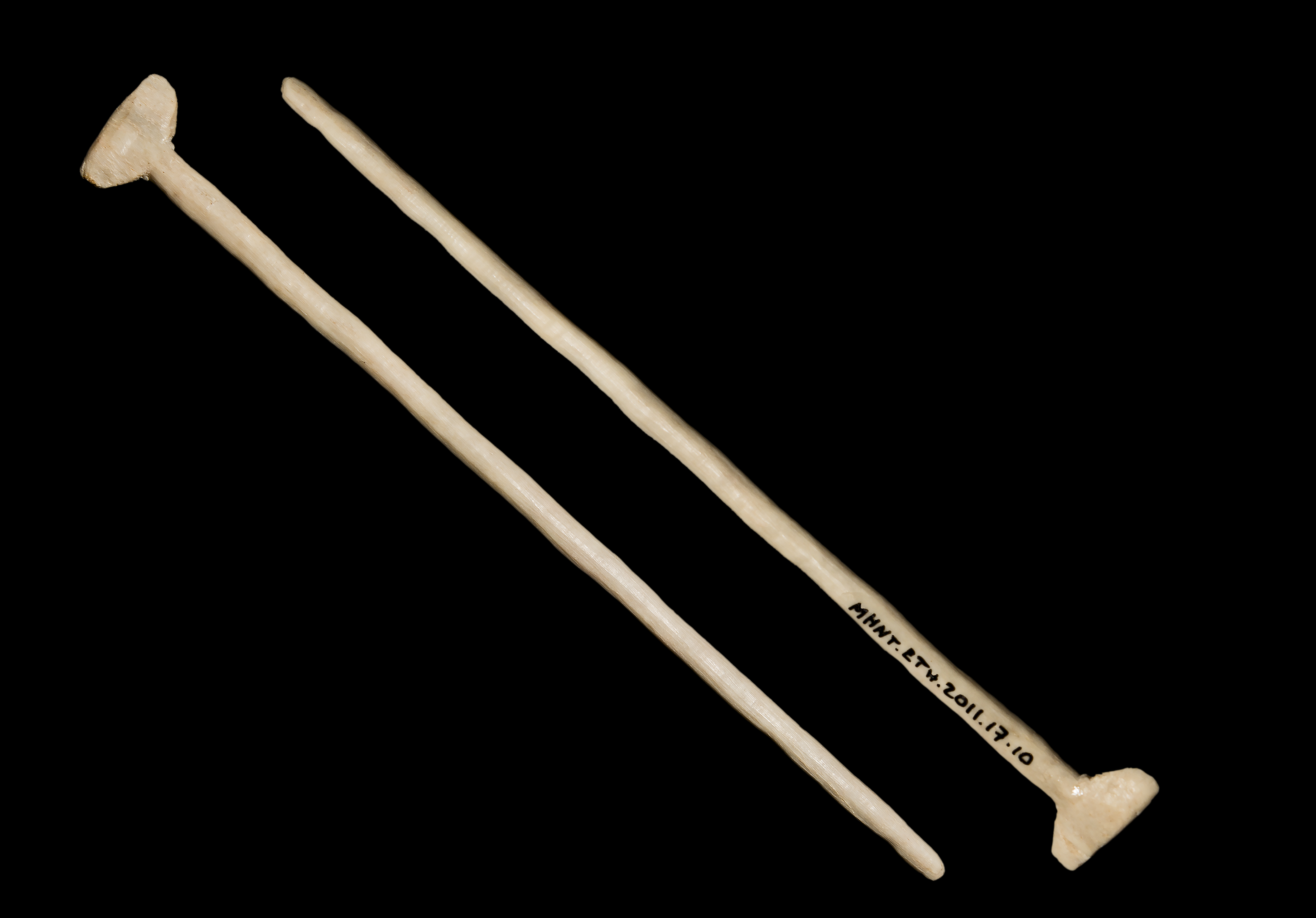
"Holua" - culture caraja MHNT.

- La forme plateau est aussi appelée plateau labial ou disque labial. Le plateau labial peut mesurer jusqu'à 25 centimètres de diamètre. Un insert du même type peut orner le lobe de l'oreille mais porte à tort le nom de labret qui ne concerne, comme le montre son étymologie, que les lèvres. Les porteurs de cette parure sont appelés «  hommes à plateaux » ou  « femmes à plateaux ».  Cette ornementation est décrite comme mutilante car elle déforme la bouche en accentuant le prognathisme et faisant couler des filets de salive[1].

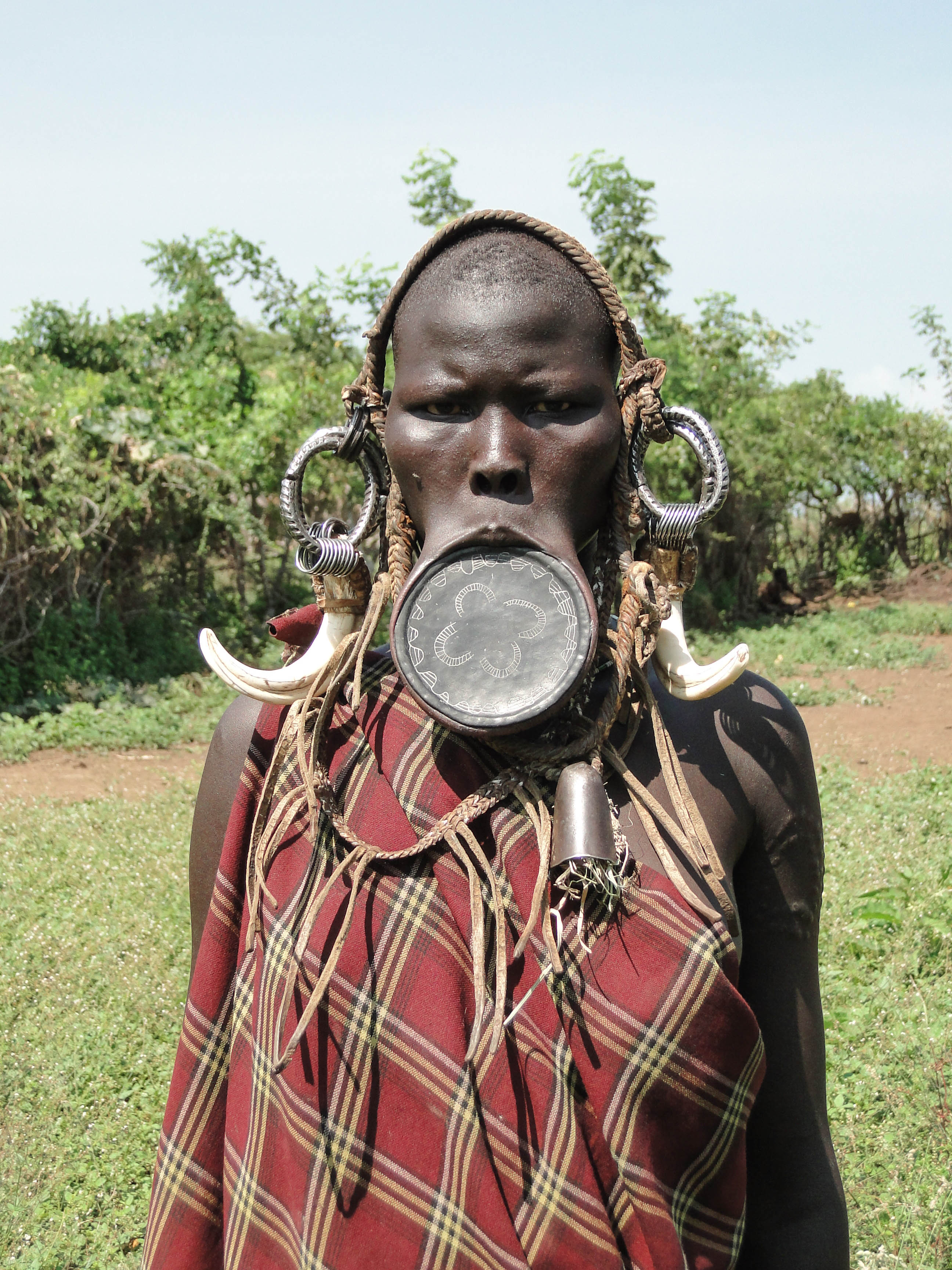
Femme mursi en Éthiopie.
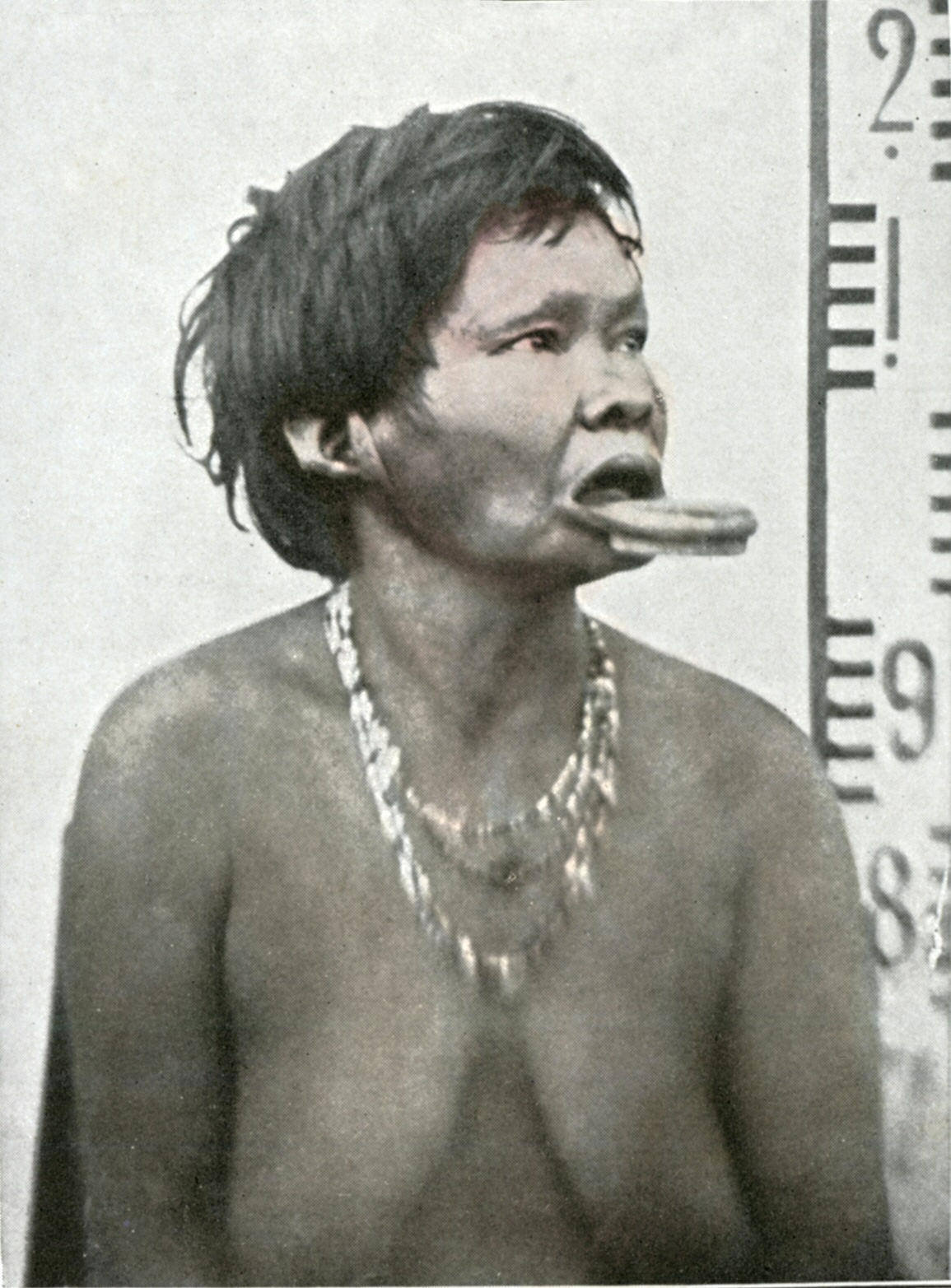
Femme botokuden (Brésil) labret de la lèvre inférieure vers 1900.
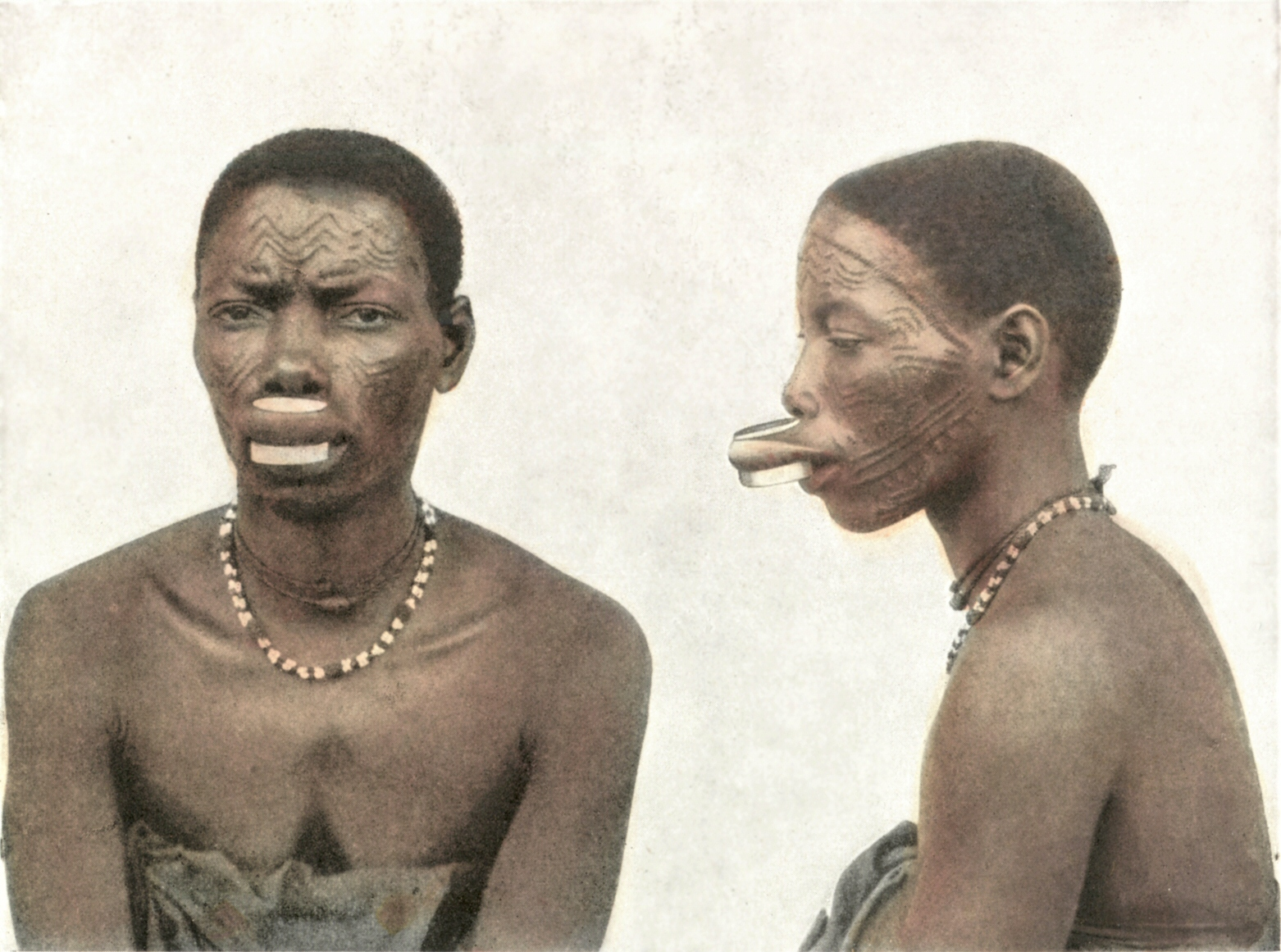
Femme makonde, labret de la lèvre supérieure.
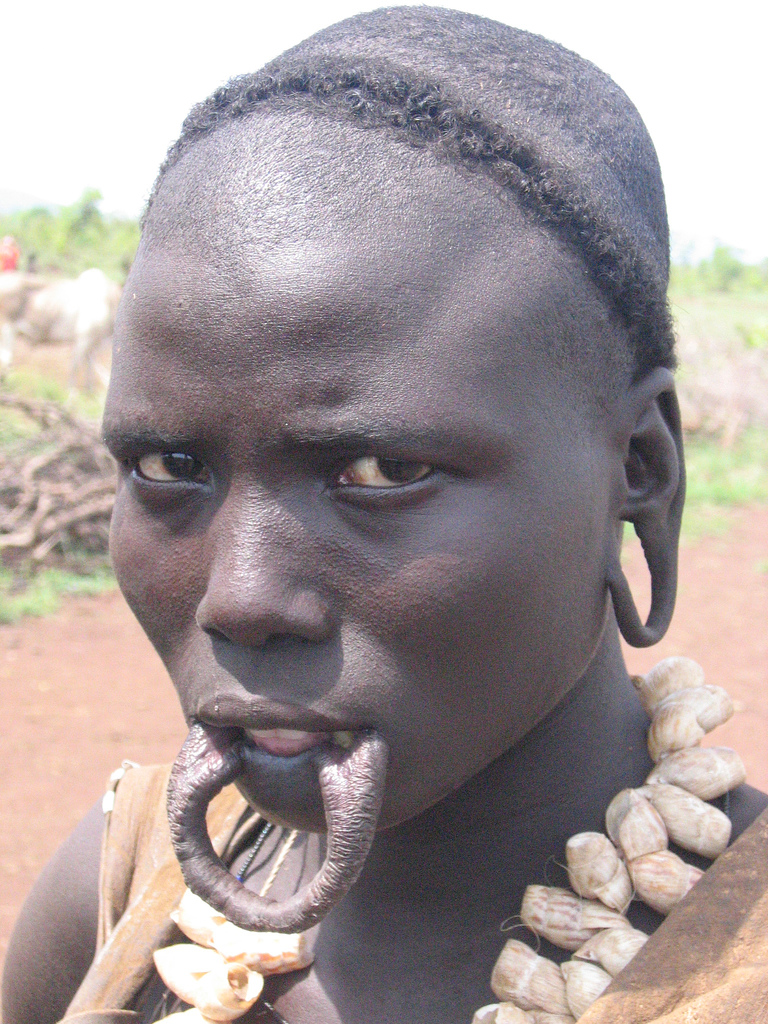
Femme mursi stigmate de labret et de disque auriculaire.
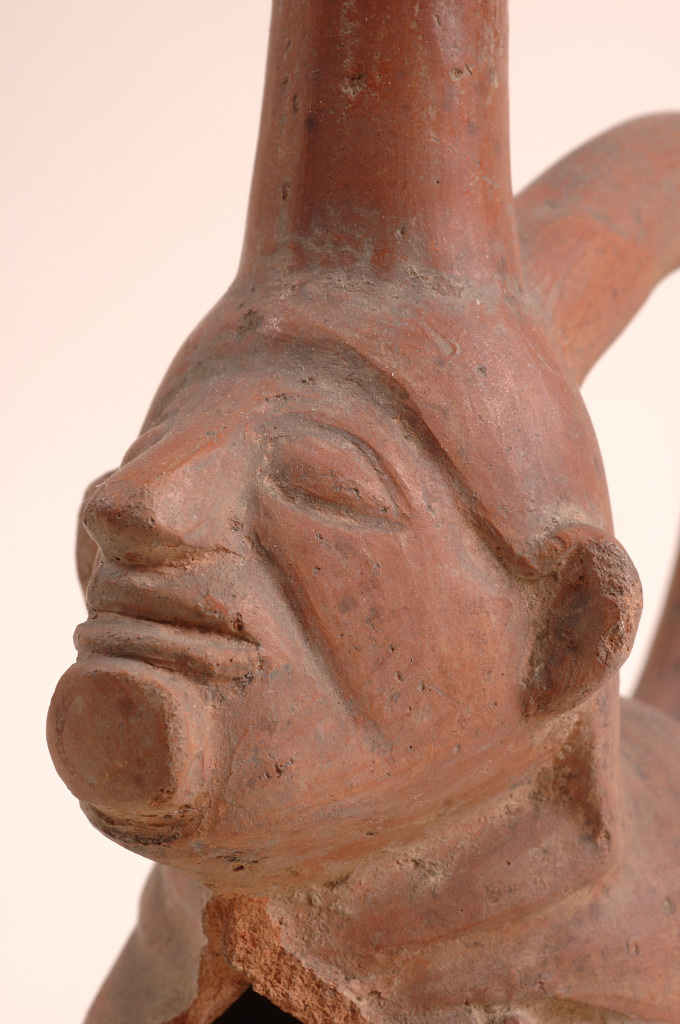
Figurine d'argile de la culture mochica avec labret.
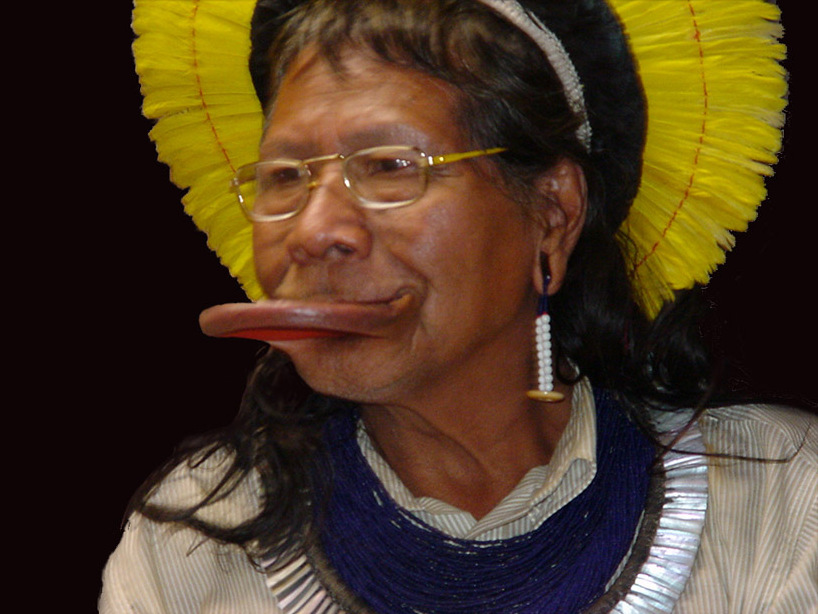
Le chef Raoni Metuktire en 2000.

## Historique

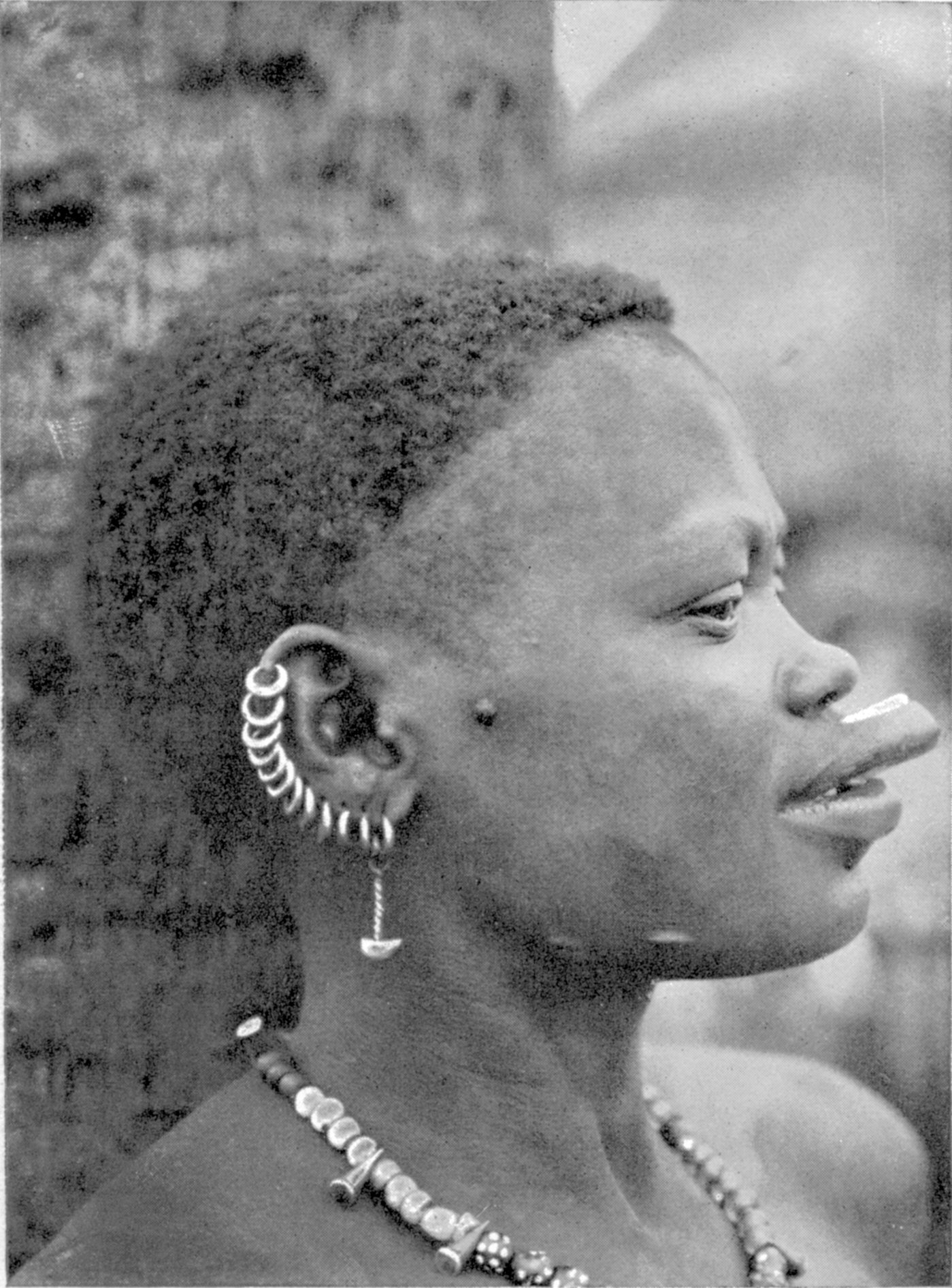
Une femme Dinka de la tribu Jar avec une pince à lèvres et de nombreux anneaux au bord de l'oreille

Selon les voyageurs et administrateurs coloniaux, cette mutilation sur des femmes du continent africain était pratiquée dans les tribus pour qu'elles échappent aux razzias esclavagistes ou avait comme fonction symbolique de repousser les esprits qui cherchent à s'infiltrer par la bouche. En réalité, le port du labret avait surtout une fonction esthétique et constituait une marque de différenciation sexuelle, symbolique qu'il conserve aujourd'hui.

## Répartition
On trouve ce type de modification corporelle entre autres chez les peuples suivants :
- les Mursis et les Surmas d'Éthiopie (les femmes à labret étant surnommées « femmes à plateau ») ;
- les Saras du Tchad ;
- les Tlingits d'Alaska ;
- Cultures Botocudos et Karajá du Brésil, et de nombreuses tribus amazoniennes ;
- les Vamés, Moras et Hourzos du Nord-Cameroun ;
- les Makondé de Tanzanie.

Cette pratique tend à disparaître.

## Bijou moderne
Au XXIe siècle, les perçages labiaux et auriculaires sont l'objet d'une nouvelle pratique en Occident. Ceux situés sur la lèvre inférieure peuvent être décalés ou bien situés au centre de la lèvre.